# Mahapanya Vidayalai

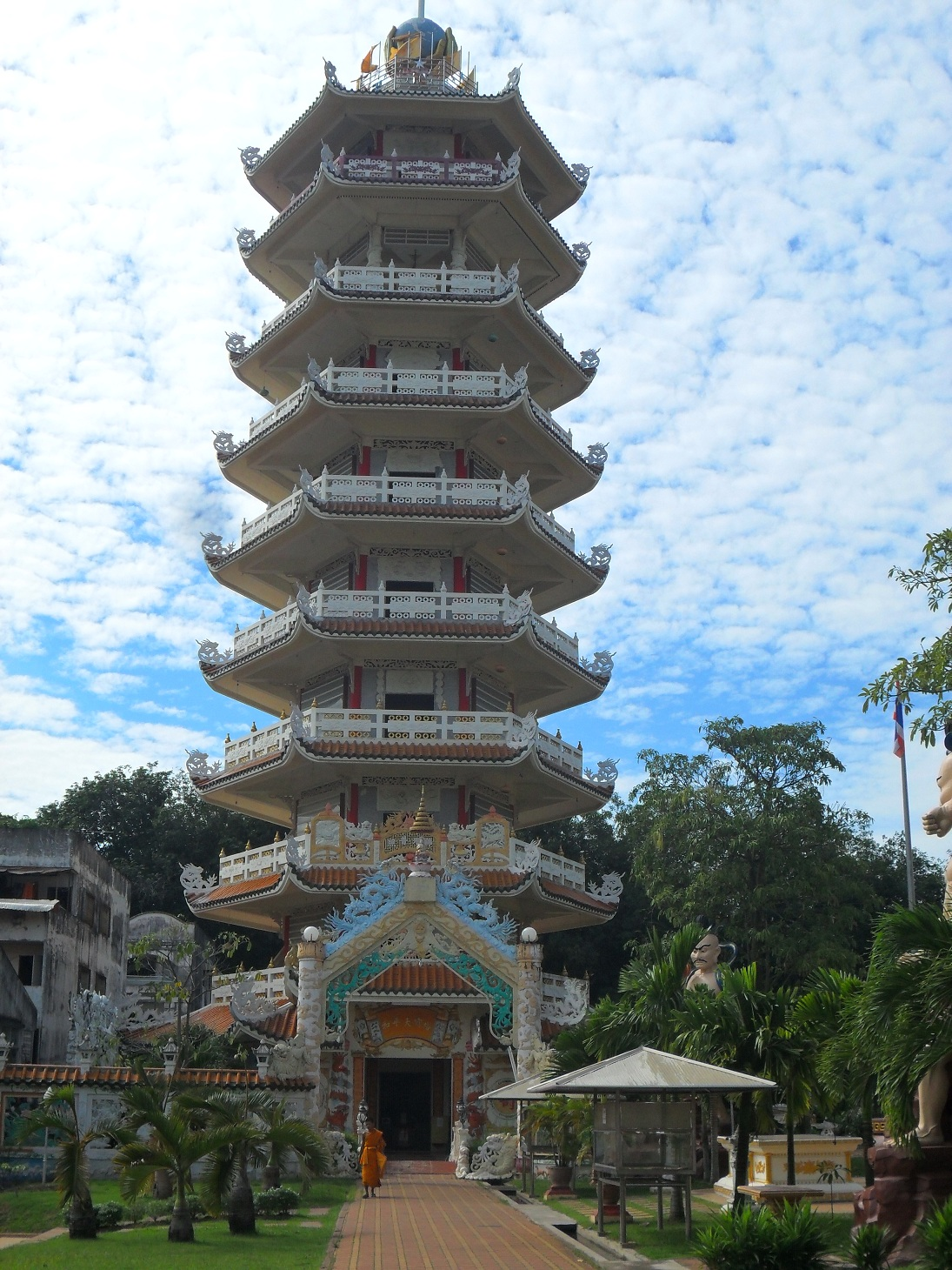
Neunstöckige Pagode im chinesischen Stil auf dem Campus der Mahapanya Vidayalai

Mahapanya Vidayalai (MPV) (thailändisch มหาปัญญาวิทยาลัย, RTGS Maha Panya Witthayalai, übersetzt etwa Hochschule der Weisheit) ist eine internationale buddhistische Hochschule in Hat Yai, Provinz Songkhla, Südthailand.

## Geschichte
Die Schule wurde 2002 vom Patriarchen der Anamnikaya (einer aus Vietnam stammenden, zur Mahayana-Richtung gehörenden Sekte), Oou Joo Heng, mit Unterstützung von Somdet Phrabuddhacaya, dem zur Theravada-Strömung gehörenden Obersten Patriarchen Thailands.

## Allgemeines
Mahapanya Vidayalai ist mit der Mahachulalongkornrajavidyalaya-Universität assoziiert. Damit repräsentiert die MPV eine bemerkenswerte Kollaboration und Einigkeit zwischen den Schulen des Mahayana- und des Theravada-Buddhismus in Thailand.
Derzeit wird eine Oberschulausbildung sowie ein internationaler Bachelor-Studiengang in buddhistischer Lehre angeboten, insbesondere der des Mahayana-Buddhismus. Die Unterrichtssprache ist Englisch, die Studenten kommen aus verschiedenen asiatischen Staaten. Direktor des MPV ist Phrakru Biboonpariyatisunthorn, die organisatorische und kaufmännische Leitung hat Chatkaew Gajaseni.

## Lage
Das Gelände der Mahapanya Vidayalai befindet sich in Hat Yai gegenüber dem Campus der Prince of Songkla-Universität. Die Statue des Bodhisattva Kshitigarbha und die „Pagode der Neun Stufen zum Frieden“ sind die Wahrzeichen der Mahapanya Vidayalai und sind von der ganzen Stadt aus zu sehen.